# David García Hidalgo
David García (Sevilla, España, 15 de septiembre de 2003) es un futbolista Española. Juega de centrocampista y su equipo es el Cádiz CF de la  Segunda División de España. 

## Trayectoria
David García daría sus primeros pasos como futbolista en la cantera de la UD Tomares como juvenil, donde estaría dos años hasta dar el salto al fútbol Senior con 18 años.
Tras su paso por la cantera de la UD Tomares, ficharía por el CD Gerena en la temporada 2021-22, donde tan solo estuvo 6 meses hasta salir traspasado en el mercado invernal al extinto Extremadura UD con el que debutaría en la Primera Federación. 
En abril del 2022 bajaría una categoría hasta la Segunda Federación fichando por la SD Huesca B, con la que terminaría aquella temporada, y comenzaría la pretemporada de la 2022-23 con el primer equipo (SD Huesca), donde no conseguiría asentarse y únicamente obtener ciertas convocatorias con el primer equipo, sin poder debutar en Segunda División. 
En la  temporada 2024-25, para sorpresa de todos, el jugador ficharía por el Xerez CD que se estrenaba ese mismo año en Segunda Federación. Un jugador totalmente desconocido para la afición azulina, donde únicamente se le conocía por ciertos vídeos de su pretemporada con la SD Huesca, hasta comenzar la temporada, que el jugador despuntó y se ganó un lugar en el once del conjunto jerezano, siendo uno de los únicos jugadores indiscutibles para Checa.

### Clubes
| Club                | País   | Año       |
| ------------------- | ------ | --------- |
| CD Gerena           | España | 2021      |
| Extremadura UD      | España | 2022      |
| SD Huesca "B"       | España | 2022-2024 |
| Xerez CD            | España | 2024-2025 |
| Atlético Sanluqueño | España | 2025-2025 |
| Cádiz CF            | España | 2025-     |